# Defstar Records
DefSTAR Records Inc. (株式会社デフスターレコーズ Kabushiki-gaisha Defusutā Rekōzu?), fue un sello discográfico
japonés, filial de Sony Music Japan. Entre sus principales artistas se destacan The Brilliant Green, Shiritsu Ebisu Chūgaku, Lil'B, Ken Hirai, Beat Crusaders, Kanon Wakeshima, Tomoko Kawase, Aimer, GARNiDELiA, Kylee, Chemistry, LONG SHOT PARTY y AKB48.

## Artistas
- Aimer
- Beat Crusaders
- Chemistry
- Kanon Wakeshima
- Ken Hirai
- Kylee
- Lil'B
- Shiritsu Ebisu Chūgaku
- The Brilliant Green
- Tomoko Kawase

### Antiguos
- AKB48
- Garnidelia
- LONG SHOT PARTY

## Enlaces
- Sitio Oficial

- Datos: Q1072803